# Claybrooke Magna
Claybrooke Magna – wieś w Anglii, w hrabstwie Leicestershire, w dystrykcie Harborough. Leży 19 km na południowy zachód od miasta Leicester i 135 km na północny zachód od Londynu.
W miejscowości zmarł Barry Evans, aktor komediowy.